# Parisine

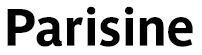
Parisine

Parisine je rodina písma vytvořená v roce 1996 pro pařížskou dopravní společnost RATP. Autorem bezpatkového písma je francouzský typograf Jean François Porchez ze společnosti Porchez Typofonderie.

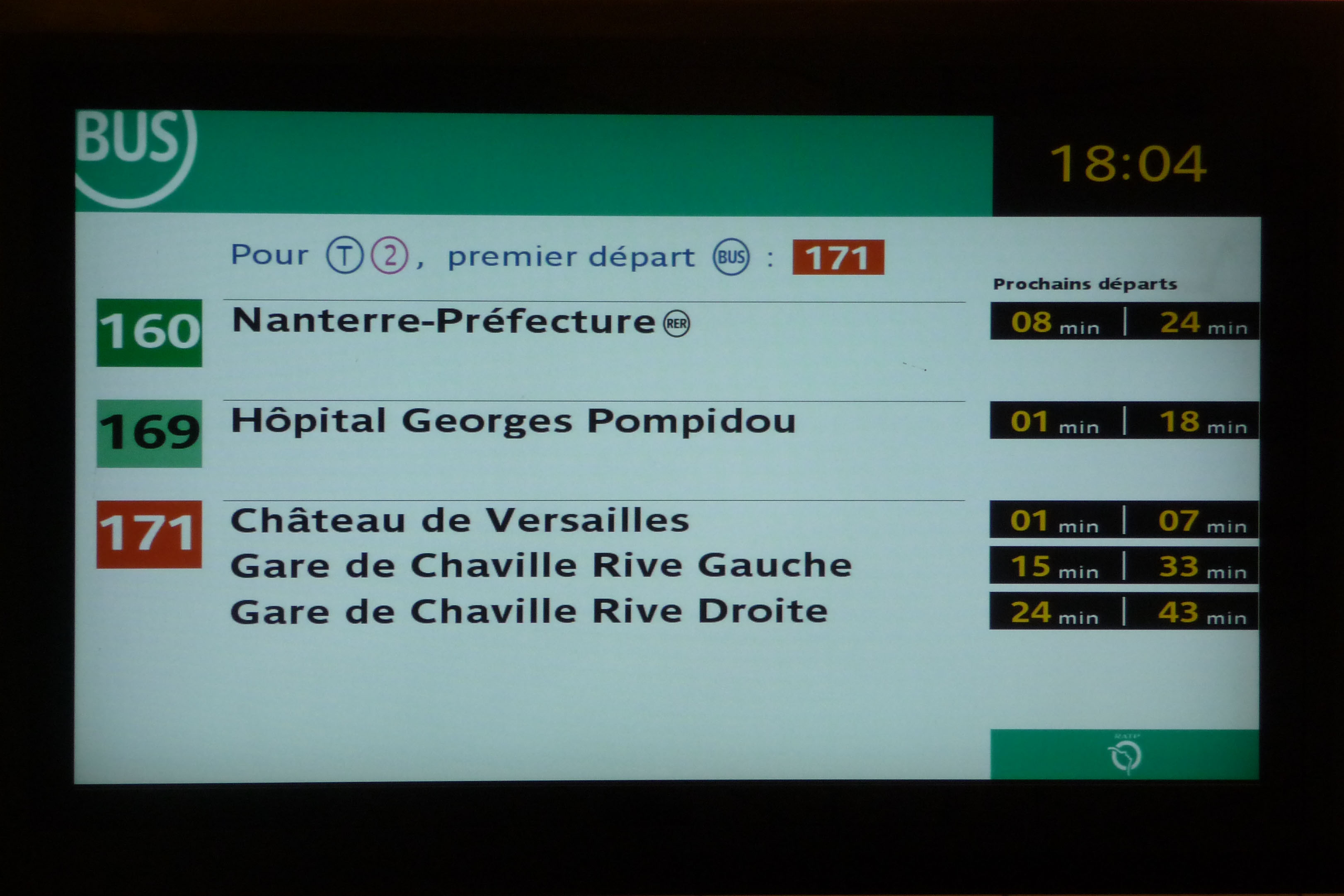
Monitor ve stanici Pont de Sèvres

## Použití
Písmo je určeno k užití v pařížském metru, RER, tramvajích a autobusech. Nachází se na plánech linek, značení stanic, v papírových prospektech i na webových stránkách. Parisine je ochranná známka registrovaná pro dopravní podnik RATP.

## Charakteristika
Jeho tvary jsou ovlivněny tvorbou kaligrafů Edwarda Johnstona a Erica Gilla, kteří vytvořili podobnou zakázku pro londýnské metro.
Kvůli účelu tohoto písma (především informační cedule, kde není problém s kvalitou papíru či inkoustu) musí být dobře čitelné z dálky, a to i pro turisty, u kterých není latinka hlavní abecedou. Je také užší (o 10 %) a více jednotné v šířce než mnohem běžnější Helvetica.